# 1980 v hudbě
Tento článek obsahuje události související s hudbou, které proběhly v roce 1980.

## Události
- 18. května se oběsil Ian Curtis
- 8. listopadu - Album Bruce Springsteena The River je na špici americké Hitparády
- 8. prosince byl zastřelen John Lennon

## Zaniklé skupiny
- Horslips
- Joy Division

## Alba
domácí
- Hana Zagorová – Oheň v duši mé
- Karel Gott – Dnes
- Helena Vondráčková – Múzy
- Progres 2 – Dialog s vesmírem
- Progres 2 – Dialog s vesmírem (EP)

zahraniční
- A – Jethro Tull
- Absolutely – Madness
- Ace of Spades – Motörhead
- After Dark – Andy Gibb
- Airborn – Mike Oldfield
- Animal Magnetism – Scorpions
- Argybargy – Squeeze
- Autoamerican – Blondie
- Avoid Freud – Rough Trade
- Back in Black – AC/DC
- Back On The Streets – Donnie Iris
- The Birthday Party – The Birthday Party
- Blizzard of Ozz – Ozzy Osbourne (sólo debut)
- Boy – U2 (debut)
- British Steel – Judas Priest
- Burning Blue Soul – Matt Johnson
- Camellia III and Camellia IV – Ebiet G. Ade
- Catholic Boy – Jim Carroll Band
- Chicago XIV – Chicago
- Christopher Cross – Christopher Cross
- Closer – Joy Division
- Come Upstairs – Carly Simon
- Common One – Van Morrison
- Crazy Rhythms – The Feelies
- Departure – Journey
- diana – Diana Ross
- Dirty Mind – Prince
- Dome 1 – Dome
- Don't Fight It – Red Rider
- Double Fantasy – John Lennon & Yoko Ono
- Dream After Dream – Journey
- Duke – Genesis
- East – Cold Chisel
- Eat to the Beat – Blondie
- Empty Glass – Pete Townshend
- End of the Century – The Ramones
- Flush the Fashion – Alice Cooper
- Freedom of Choice – Devo
- Fresh Fruit for Rotting Vegetables – Dead Kennedys
- The Game – Queen
- Gaucho – Steely Dan
- Grace and Danger – John Martyn
- Greatest Hits – Kenny Rogers
- Group Sex – The Circle Jerks (debut)
- Growing Up in Public – Lou Reed
- Get Happy!! – Elvis Costello
- Glass Houses – Billy Joel
- Guilty – Barbra Streisand
- Habibi Ana – Samir Al-Ajani
- Hanx – Stiff Little Fingers
- Head Games – Foreigner
- Head On – Samson
- Heathen Earth – Throbbing Gristle
- Heaven and Hell  – Black Sabbath
- Hold Out – Jackson Browne
- Humans – Bruce Cockburn
- Hotter than July – Stevie Wonder
- Impressions – Mike Oldfield
- Iron Maiden  – Iron Maiden
- Inside Job – Dion DiMucci
- The Inside Story – Robben Ford
- I Just Can't Stop It – The Beat
- I'm a Rebel – Accept
- It's Whats Inside That Counts – Critical Mass
- Jazziz– John Serry
- Joe's Garage Acts II and III – Frank Zappa
- Just One Night – Eric Clapton
- Kurtis Blow – Kurtis Blow
- Kings of the Wild Frontier – Adam and the Ants
- Keeping Our Love Warm – Captain & Tennille
- Lightning to the Nations – Diamond Head
- Live – The Eagles (2–record set)
- Live at Last – Black Sabbath
- Live…im the Heart of the City – Whitesnake
- Longest Road – Seals & Crofts (poslední)
- Loud N" Clear – Sammy Hagar
- Love Lives Forever – Minnie Riperton
- Making Movies – Dire Straits
- Metal–rendez–vous – Krokus
- Mekons – The Mekons
- More Specials – The Specials
- Neutronica – Donovan
- Never Alone – Amy Grant
- On Through the Night – Def Leppard (debut)
- Operation Radication – Yellowman
- Panorama – The Cars
- Paul Davis – Paul Davis
- Permanent Waves – Rush
- Peter Gabriel (III) – Peter Gabriel
- Pretenders – The Pretenders
- The Psychedelic Furs – The Psychedelic Furs
- QE2 – Mike Oldfield
- Ready an' Willin' – Whitesnake
- Reign Of Terror/Throne Of Blood – Laughing Clowns
- Remain in Light – Talking Heads
- The River – Bruce Springsteen
- Romance Dance – Kim Carnes
- The Romantics – The Romantics
- Roses in the Snow – Emmylou Harris
- Sails of Silver – Steeleyey Span
- Saved – Bob Dylan
- Sandinista! – The Clash (triple)
- Scary Monsters (and Super Creeps)– David Bowie
- Scream Dream – Ted Nugent
- Searching For The Young Soul Rebels – Dexy's Midnight Runners
- Seventeen Seconds – The Cure
- Shadows and Light – Joni Mitchell
- Snap Crackle and Bop – John Cooper Clarke
- Something Better Change – D.O.A.
- Sound Affects – The Jam
- Stations of the Crass – Crass
- Strong Arm of the Law – Saxon
- Super Trouper – ABBA
- Trombipulation – Parliament
- Ultra Wave – Bootsy Collins
- Unmasked – Kiss
- Urban Cowboy soundtrack – various artists
- Voices – Daryl Hall & John Oates
- The Wanderer – Donna Summer
- Warm Leatherette – Grace Jones
- Women and Children First – Van Halen
- Xanadu Xanadu (soundtrack Olivia Newton–John, Electric Light Orchestra)
- Zapp – Zapp
- Zenyatta Mondatta – The Police
- vzniká speedmetalová skupina Helloween – prvním frontmanem se stal Kai Hansen

## Hity
domácí
- Karel Gott – To jsou fámy
- Helena Vondráčková – Léto je léto, Když zabloudíš, tak zavolej
- Marie Rottrová – Štěstí,Hodina H
- Petr Spálený – Obyčejný muž,Hráč
- Ladislav Štaidl – Miluji tě
- Věra Špinarová – A – B,Kosmická
- Hana Zagorová + Drupi Setkání
- Hana Zagorová – Náskok
- Olympic – Osmý den,Dědečkův duch
- Václav Neckář – Mýdlový princ,Mademoiselle Giselle
- Vítězslav Vávra – Dívka Gloria,Citronová holka
- KARDINÁLOVÉ – Nejkrásnější sen
- Naďa Urbánková – Prázdný expres

zahraniční
- „Against the Wind“ – Bob Seger and the Silver Bullet Band
- „Starting Over“ – John Lennon
- „Square Biz“ – Teena Marie
- „Better Love Next Time“ – Dr. Hook
- „Betty Lou's Gettin' Out Tonight“ – Bob Seger and the Silver Bullet Band
- „The Biggest Part of Me“ – Ambrosia
- „Biko“ – Peter Gabriel
- „Blackman Redemption“ – Bob Marley & the Wailers
- „Boulevard“ – Jackson Browne
- „Breakdown Dead Ahead“ – Boz Scaggs
- „Broken English“ – Marianne Faithfull
- „Miss Sun“ – Boz Scaggs
- „Sexy Eyes“ – Dr.Hook
- „Super Trouper“ – ABBA

## Narození
- 25. ledna – Alicia Keys
- 18. února – Regina Spektor
- 10. července – Jessica Simpson
- 18. prosince – Christina Aguilera

## Úmrtí
Česko
- 3. listopadu – Adolf Kubát, hobojista (* 15. října 1899)

Svět
- 19. února – Bon Scott, AC/DC
- 18. května – Ian Curtis, Joy Division
- 15. září – Bill Evans, jazzový pianista
- 25. září – John Bonham, Led Zeppelin
- 8. prosince – John Lennon, The Beatles, zastřelen